# فترة موروماتشي
فترة موروماشي (室町時代) ما بين (1338-1573 م.): من فترات التاريخ الياباني.

## سيطرة الأشيكاغا
بعد أن تم تنصيبه «شوغونا» على البلاد، بدأ «أشيكاغا تاكا-أوجي» (足利 尊氏) مؤسس سلالة الـ«أشيكاغا» أولى المحاولات لتوطيد دعائم حكمه وتقوية قبضته على البلاد. إلا أن الأمور كانت معقدة أكثر، بدت الحروب الأهلية التي دخلت فيها البلاد لا تكاد تهدأ. ثم أخذت الأمور الأمور تتحسن مع تولي ابنه «أشيكاغا يوشي-آكيرا» (足利 義詮)، الذي حكم ما بين 1358 إلى 1367 م. ثم حفيده «يوشي-ميتسو» (義満)، والذي حكم سنوات 1385-1394 م. فسادت البلاد أجواء هادئة. قام هؤلاء بإقامة علاقات تجارية رسمية مع الصين، مما حفز نمواً اقتصادياً للبلاد أثناء هذه الفترة، وتشكلت بموازاة ذلك طبقة برجوازية من بين سكان المدن.
إلا أن الهدوء لم يعمر طويلاً. مع بداية القرن الخامس عشر، بدأت الحكومة المركزية تفقد سلطتها لصالح بعض القادة الزعماء من كبار المحاربين بعدما استقروا في المقاطعات الداخلية، لقب هؤلاء باسم الـ«دائي-ميو» (大名). بدأت البلاد تخرج شيئا فشيئا من سيطرة الـ«شوغونات»، وعرفت الفترة أحداث دامية وحركات ثورية قادها الأهالي والفلاحين.

## الحياة الفكرية
مع كل العنف والاضطرابات التي ميزت البلاد، كان لـ«شوغونات الأشيكاغا» اهتمام خاص بالحياة الثقافية والفكرية. عرف عهد «أشيكاغا يوشي-ميتسو»، ثالث «شوغونات» الأسرة، نشاطا مكثفاً، أعلن الحاكم نفسه راعياً للآداب والفنون. كانت أكثر هذه الفنون مأخوذة من تلك التي كانت منتشرة في بلاط سلالة الـ«تانغ» (唐朝) الصينية (618-907 م.)، ثم الـ«سونغ» (宋朝) من بعدها. قام الرهبان البوذيون من طائفة «الزن» (禅) وآخرون من المتأثرين بالفلسفة الكونفوشيوسية بإدخال هذه الفنون. أبرز هذه الفنون كان المسرح الذي قام بإدخاله «زآمي». عرف في بدايته باسم «نو». بالإضافة إلى بعض الطقوس الخاص التي تم استحداثها، على غرار «مراسيم تقديم الشاي» (茶の湯) أو «تشا نو يو»- ماء ساخن لتحضير الشاي-.

## حروب الـ"أون-إن
بسبب انقسامات حادة وسط الأسرة الحاكمة دخلت البلاد دوامة من العنف والصراعات، عرفت هذه الحروب باسم حروب الـ«أون-إن».
راجع أيضا: حروب الأون-إن.

## فترة "المقاطعات المتحاربة
راجع أيضا: فترة المقاطعات المتحاربة.
عرفت البلاد فترة اضطرابات أثناء عهد «أون إن» (応仁) س (1467-1477 م.) أدخلت هذه الأخيرة اليابان المرحلة المعروفة باسم «فترة المقاطعات المتحاربة» أو «سن غوكو جيدائي» (戦国時代) س (1477-1573 م.). تعتبر هذه المرحلة الأخيرة من فترة «موروماتشي»، ميزها أفول حكم «شوغونات الأشيكاغا»، ثم بدايات محاولة توحيد البلاد ووضع الأسس لنظام حكم مركزي لأول مرة.
حلت طبقة جديدة من الزعماء أطلق عليها تسمية الـ"سن غوكو دائيم-يو" (زعماء الحرب) مكان الزعماء الحكام أو الـ"شوغو دائيم-يو". كان همهم الأول السيطرة المطلقة على الأراضي. قام هؤلاء بوضع القوانين، وترسيم حدود الأراضي ثم حددوا مبادئ عامة لطبقتهم استوحوها من عادات المحاربين المحليين، كان هؤلاء المحاربين أكثر تأثرا بالمبادئ الأخلاقية لمدرسة المعلم كونفوشيوس، منهم بمبادئ مذهب "زن" البوذي السائد آنذاك. كانت هذه القوانين المسودة الأولى لما عرف لاحقا بـ"ميثاق الشرف للمحاربين" أو الـ"بوشيدو" (طريق المحارب).
حاول سيد كل مقاطعة أو الـ«دائي-ميو»، أن يبسط هيمنته على المقاطعات الأخرى. كانت النتيجة أن دخل كل واحد من هؤلاء في صراع تلقائي مع كل جيرانه. ثم امتدت الفوضى لتشمل كل البلاد، وكان بين هؤلاء بعضُ ممن كان طموحهم يصل إلى حد التفكير في ضم البلاد بأكملها إليه. حاول كل من «تاكيدا شين-غن» (武田 信玄) وغريمه «أوئي-سوغي كن-شين» (上杉謙信) الاستيلاء على العاصمة «كيوتو»، فيما قام وسع كل من «أودا نوبوناغا» (織田 信長) و«توكوغاوا إيئه-ياسو» (徳川 家康) مناطق سلطتهما. سنة 1573 م قام «أودا نوبوناغا» بغزل آخر الشوغونات «أشيكاغا يوشي-آكي»، كان قد أعانه قبل ذلك في استعادة عرشه. يعتبر المؤرخون هذا التاريخ نهاية حقبة العصور الوسطى من تاريخ اليابان، وبداية الحقبة المعاصرة.
رغم الحروب المتواصلة، عرفت العديد من المقاطعات نشاطا اقتصاديا مزدهرا. ظهرت ونمت العديد من المدن الجديدة، وبالأخص من حول القصور والموانئ، بعضها الآخر أنشئ على مشارف الطرقات البحرية (البحيرات أو الأنهار)، على امتداد الطرقات البرية الرئيسية. أصبحت العديد من المدن الكبرى على غرار العاصمة «كيوتو» مستقلة بإدارتها.

## بداية التغلغل الأوروبي
مع مجيء البرتغاليين، والذين دخلوا البلاد عن طريق ميناء «كاغيشيما» عام 1543 م. جلب هؤلاء معهم تقنيات جديدة لم يكن يعرفها اليابانيين من قبل. كان أهمها «البارودة» (البندقية البدائية والتي كان يتم حشوها يدويا). قام الحرفيون المحليون بعمل نسخ لهذا السلاح، وكانت النتيجة أن تطورت الحروب وأصبحت أكثر دموية. شيء ثان جلبه البرتغاليون، وهو المسيحية. قاد حملت التنصير القديس «فرانسوا» من جماعة اليسوعيين. وبدأ الجماعات التبشيرية عملها رسميا منذ 1549م. ويبدوا أن «الشوغونات» تغاضوا، ولو مؤقتاً عن هذه الديانة الجديدة، للفائدة التي كانوا يجنوها من وراء الداخلين الجدد. إلا أنهم وفور استنفاد هذه المنافع، جاءت ردة فعلهم سريعة وعنيفة، كما سنرى لاحقاً.